# Luna Farm
Luna Farm è un parco divertimenti italiano di tipo tematico, per bambini e interamente al coperto, situato a Bologna.

## Storia
Luna Farm nasce nel 2019 all'interno di FICO Eataly World, un parco divertimenti a tema cibo situato a Bologna. È il primo parco tematico italiano a tema contadino ed al coperto.
Presenta varie attrazioni, con target di riferimento le famiglie con bambini da 3 a 12 anni. Il parco è aperto tutto l'anno, con diverse giornate evento e spettacoli. Durante la stagione estiva dispone anche di un'area all'aperto con vari giochi d'acqua.
Nel marzo 2020 il parco fù costretto a chiudere a causa della pandemia da covid-19 in Italia, fino al 3 luglio dello stesso anno, dove Luna Farm riaprì secondo le normative vigenti per evitare il contagio da coronavirus, per richiudere nuovamente il 26 ottobre fino al 18 giugno 2021, sempre con le normative anti-covid, eliminate poi nel corso del 2022.
Nel 2021 il parco partecipa alla manifestazione ideata da Parchi Permanenti Italiani, svoltasi l'11 maggio a Roma in Piazza del Popolo, per protestare contro il dpcm che imponeva la riapertura dei parchi tematici il 1° luglio dello stesso anno. Successivamente alla manifestazione, dal titolo #noal1luglio, la data di riapertura fu fissata al 15 giugno.
A febbraio 2024, durante la chiusura definitiva di FICO, Luna Farm comunica che essendo un'attività a parte, nonostante la chiusura del parco alimentare, il parco divertimenti di Bologna continuerà ad essere operativo, poiché l'ingresso al parco è indipendente a FICO.
Nel settembre 2024 apre Grand Tour Italia Eataly World, al posto di FICO Eataly World, il nuovo parco alimentare, che sostituisce la vecchia formula già sperimentata nel 2017. Luna Farm rientrerà dal 5 settembre 2024 all'interno di questo progetto, pur rimanendo un'attività a sé stante con ingresso indipendente.

## Attrazioni
Il parco include le seguenti attrazioni:
- Formula Farm - Spinning Coaster
- Cocò Dance - Monorotaia
- Disegnalo - Muro interattivo
- Fuga dal Mulino - Labirinto
- GianniBus - Flat Ride
- Giramisù - Ruota Panoramica
- Giromiele - Flat Ride
- La fabbrica del miele - Flat Ride
- Labirintolo - Labirinto
- Maiali Volanti - Saltamonets
- Riciclondolo - Flat Ride
- Salta Fieno - Drop Tower
- ToroScontro - Autoscontro
- Tiro al pollaio - Gioco Interattivo
- SpaventaCorvi - Flat Ride
- VR Box - Cinema con Realtà Virtuale